# قشلاق چوخلی قوئی بهادر و همت
قشلاق چوخلی قوئی بهادر و همت یک منطقهٔ مسکونی در ایران است که در دهستان قشلاق غربی واقع شده‌است. قشلاق چوخلی قوئی بهادر و همت ۵۸ نفر جمعیت دارد.